# 이가 도모미쓰
이가 토모미츠(일본어: 伊賀 朝光 いが ともみつ[*])는 헤이안 시대 말기부터 가마쿠라 시대 전기에 걸쳐 살은 무장이자 고케닌이다. 이가씨의 시조이다.

## 약력
후지와라 북가 후지와라노 히데사토류의 후지와라노 미츠사토의 아들로 태어났다.
장인소에 대대로 쓰였던 관인 출신으로, 토모미츠가 이가노카미에 임명되면서 이가씨를 칭하였다. 겐큐 원년 (1190년) 11월의 미나모토노 요리토모의 상락에 공봉하였다. 쇼지 연간에 좌위몬소위, 조겐 4년 (1210년) 3월에 이가노카미에 임명되었다, 겐랴쿠 2년 (1212년) 12월, 종5위상에 오른다. 또, 겐닌 3년 (1203년)의 히키 요시카즈의 난과 겐포 원년 (1213년)의 와다 요시모리의 난에서 공을 세웠다.
딸 이가노카타를 후실로 맞이한 호죠 요시토키가 가마쿠라 막부의 2대 싯켄이 되면서, 토모미츠의 자녀들은 요시토키의 외척으로 활약하였다. 겐포 3년 (1215년) 9월 14일에 토모미츠가 사망하였고, 다음날, 야마시로마에츠카사 유키마사의 집 뒷산에 매장되었을 때에는 요시토키도 참례하였다.
장남 미츠스에는 조큐 3년 (1221년)의 조큐의 난 때 교토 습격을 받아 자살하고, 3남 미츠스케는 조오 3년 (1224년) 3월 23일에 각기병으로 사망했다. 차남 미츠무네, 4남 토모유키, 5남 미츠시게와 이가노카타는 조오 3년 (1224년) 6월, 이가씨의 변으로 유배되었으나, 가로쿠 원년 (1225년), 호죠 마사코의 사후 얼마 지나지 않아, 막부 정치 복귀를 허락받았다.